# Siebel Systems
Siebel Systems – amerykańskie przedsiębiorstwo informatyczne z siedzibą w San Mateo w Kalifornii, działające w latach 1993–2006. Jeden z głównych producentów systemów CRM.

## Historia
Przedsiębiorstwo zostało założone w 1993 przez Thomasa Siebela. W 2002 osiągnęło ponad 45% udziału w rynku CRM.
W 2006 r. spółka Siebel Systems przejęta została przez Oracle Corporation a Siebel stał się marką produktów Oracle.

## Rozwiązania CRM Siebel
Rozwiązania CRM Siebel oraz aplikacje biznesowe i warstwa pośrednia Oracle współdzielą architekturę zgodną ze standardami branżowymi, a większość wdrożeń systemów Siebel działa na bazach danych Oracle.

### Wersje
- Oracle CRM On Demand
- Oracle Business Intelligence Enterprise Edition Plus
- Oracle Business Intelligence Applications (wcześniej Siebel Analytics)
- Oracle Siebel 8.1
- Oracle Siebel 8.0
- Oracle Siebel 7.8
- Siebel 7.7
- Siebel 7.5
- Siebel 7.0
- Siebel 6 (znany również jako Siebel 2000)
- Siebel 99
- Siebel 98
- Siebel 97
- Siebel 3.0
- Siebel 2.0
- Siebel Sales Enterprise